# Plan de acción sobre biodiversidad

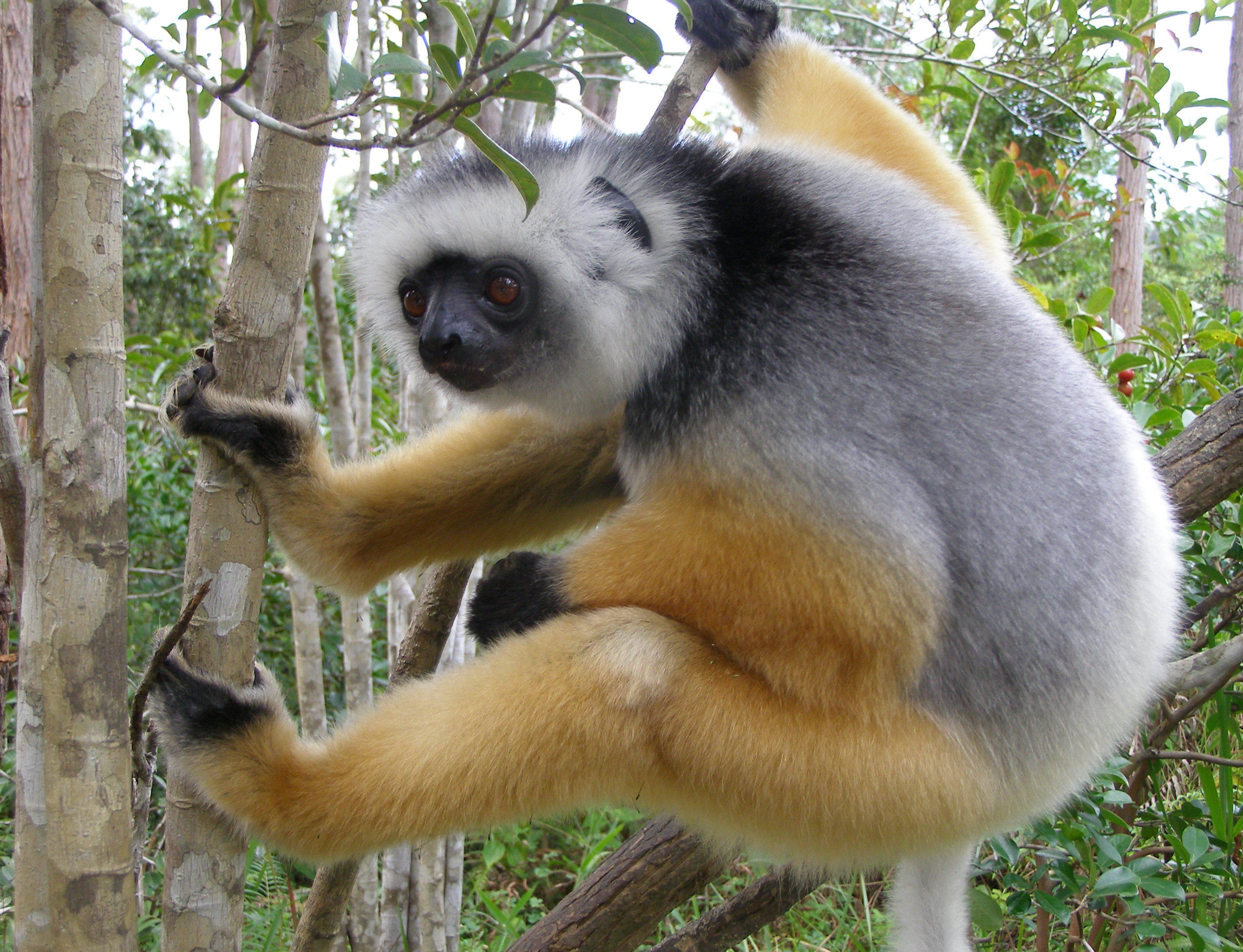
Sifaka diademed, un primate en peligro de extinción de Madagascar

Un plan de acción sobre biodiversidad (BAP del inglés, Biodiversity action plan) es un programa reconocido internacionalmente que aborda especies y hábitats amenazados y está diseñado para proteger y restaurar los sistemas biológicos. El ímpetu original para estos planes se deriva del Convenio sobre Diversidad Biológica de 1992 (CDB). A partir de 2009, 191 países han ratificado el CDB, pero solo una fracción de ellos ha desarrollado documentos BAP sustantivos. 
Los elementos principales de un BAP típicamente incluyen:
1. Preparar inventarios de información biológica para especies o hábitats seleccionados
2. Evaluar el estado de conservación de las especies dentro de ecosistemas específicos
3. Crear objetivos de conservación y restauración
4. Establecer presupuestos, plazos y asociaciones institucionales para implementar el BAP

## Planes de especies

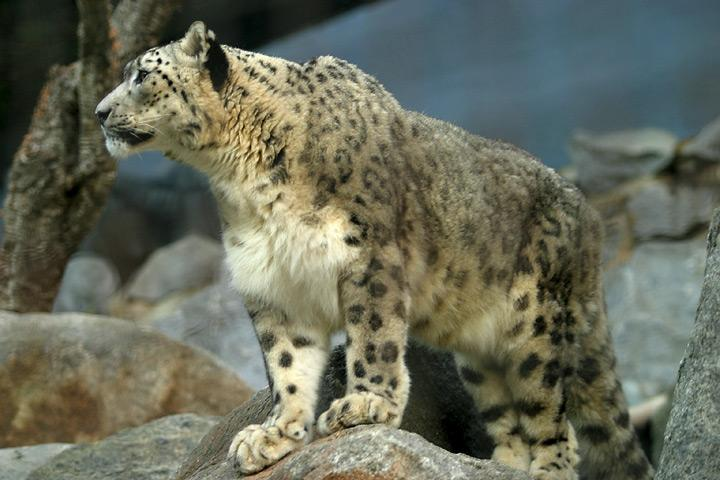
Leopardo de las nieves, Pakistán, una especie en peligro de extinción

Un método fundamental de participación en un BAP es la documentación completa sobre especies individuales, con énfasis en la distribución de la población y el estado de conservación. Esta tarea, aunque fundamental, es muy abrumadora, ya que se cree que solo un diez por ciento de las especies del mundo se han caracterizado en 2006,  mayoría de estas incógnitas son hongos, animales invertebrados, microorganismos y plantas. Para muchas especies de aves, mamíferos y reptiles, la información a menudo está disponible en la literatura publicada; sin embargo, para los hongos, los animales invertebrados, los microorganismos y muchas plantas, dicha información puede requerir una considerable recopilación de datos locales. También es útil compilar las tendencias temporales de las estimaciones de población para comprender la dinámica de la variabilidad y vulnerabilidad de la población. En algunas partes del mundo, los inventarios completos de especies no son realistas; por ejemplo, en los bosques secos caducifolios de Madagascar, muchas especies están completamente indocumentadas y gran parte de la región ni siquiera ha sido explorada sistemáticamente por los científicos.
Idealmente, un componente del plan de especies del BAP de un país debería incluir una descripción completa del área de distribución, hábitat, comportamiento, reproducción e interacción con otras especies. Una vez que se ha determinado el estado de conservación (por ejemplo, raro, en peligro, amenazado, vulnerable), se puede crear un plan para conservar y restaurar la población de especies a los niveles objetivo. Ejemplos de elementos de protección programática son: restauración del hábitat; protección del hábitat del desarrollo urbano; establecimiento de la propiedad de la propiedad; limitaciones al pastoreo u otra invasión agrícola en el hábitat; reducción de las prácticas agrícolas de roza y quema; prohibir la matanza o la recolección de la especie; restricciones sobre el uso de plaguicidas; y control de otra contaminación ambiental. El plan también debe articular qué agencias públicas y privadas deben implementar la estrategia de protección e indicar los presupuestos disponibles para ejecutar esta estrategia.

## Planes agrícolas
Las prácticas agrícolas pueden reducir la biodiversidad de una región de manera significativa. Los planes de acción para la biodiversidad para la producción agrícola son necesarios para garantizar una producción amigable con la biodiversidad. No ha sido común que las empresas integren aspectos de la biodiversidad en su cadena de valor, pero algunas empresas y organizaciones han mostrado esfuerzos generales para implementar mejores prácticas.
Un ejemplo existente de directrices sobre prácticas de biodiversidad en la agricultura es el Plan de acción de biodiversidad para la producción de especias en la India. Al planificar e implementar medidas favorables a la biodiversidad, los agricultores pueden mitigar los impactos negativos y apoyar las influencias positivas.

## Planes de hábitat
Cuando varias especies amenazadas dependen de un hábitat específico, puede ser apropiado preparar un elemento de protección del hábitat del Plan de Acción para la Biodiversidad. Ejemplos de estos hábitats especiales son: ciénagas ácidas elevadas de Escocia; Sabana arbolada de la biosfera de Waterberg en Sudáfrica; Humedales costeros de California; y Stora Alvaret de Suecia en la isla de Öland. También en este caso, se deben documentar cuidadosos inventarios de especies y también la extensión geográfica y la calidad del hábitat. Luego, al igual que con los planes de especies, se puede crear un programa para proteger, mejorar y/o restaurar el hábitat utilizando estrategias similares a las discutidas anteriormente en los planes de especies.

## Países específicos
A continuación se muestran algunos ejemplos de países individuales que han elaborado Planes de Acción de Biodiversidad sustantivos. En todos los ejemplos, los planes se concentran en plantas y animales vertebrados, con muy poca atención a grupos desatendidos como hongos, animales invertebrados y microorganismos, aunque estos también son parte de la biodiversidad. La preparación de un BAP de un país puede costar hasta 100 millones de libras esterlinas, con costos anuales de mantenimiento de aproximadamente el diez por ciento del costo inicial. Si los planes tuvieran en cuenta los grupos desatendidos, el costo sería mayor. Obviamente, los costos para países con áreas geográficas pequeñas o ecosistemas simplificados tienen un costo mucho menor. Por ejemplo, el BAP de Santa Lucía se ha calculado en el área de varios millones de libras esterlinas.

### Australia

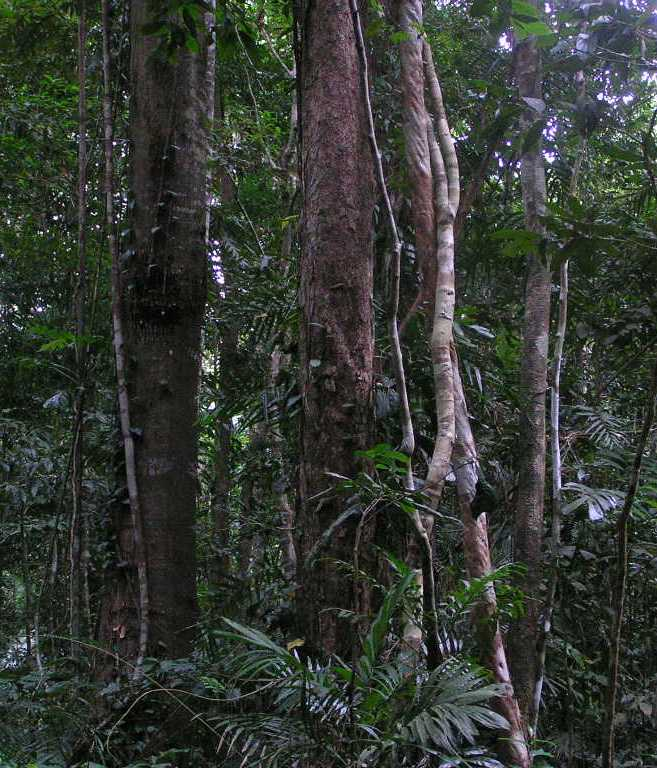
La selva tropical de Daintree en Queensland, Australia

Australia ha desarrollado un plan de acción sobre diversidad biológica detallado y riguroso. Este documento estima que el número total de especies autóctonas puede ser de 560.000, muchas de las cuales son endémicas. Un elemento clave del BAP es la protección de la Gran Barrera de Coral, que en realidad se encuentra en un estado de salud mucho más alto que la mayoría de los arrecifes del mundo, y Australia tiene uno de los porcentajes más altos de aguas residuales tratadas. Sin embargo, existen serias preocupaciones en curso, particularmente en lo que respecta al impacto negativo continuo en la calidad del agua de las prácticas de uso de la tierra. Además, se teme que el impacto del cambio climático sea significativo.
Se ha realizado un análisis considerable sobre el rendimiento sostenible de la producción de leña, una de las principales amenazas para la deforestación en la mayoría de los países tropicales. Trabajo de inventario biológico; evaluación de las prácticas de recolección; y modelado informático de la dinámica de la caída, la pudrición y la cosecha de árboles; se han llevado a cabo para aportar datos sobre tasas seguras de recolección. También se ha llevado a cabo una amplia investigación sobre la relación entre la limpieza de matorrales y la disminución de la biodiversidad y el impacto en las capas freáticas; por ejemplo, estos efectos se han analizado en la región de humedales del lago Toolibin.

### Nueva Zelanda
Nueva Zelanda ha ratificado el Convenio sobre la Diversidad Biológica y como parte de la Estrategia de Biodiversidad de Nueva Zelanda y los Planes de Acción de Biodiversidad se implementan en diez temas separados.
El gobierno local y algunas empresas también tienen su propio Plan de Acción para la Biodiversidad.

### Santa Lucía
El BAP de Santa Lucía reconoce los impactos de un gran número de turistas en la diversidad marina y costera del área de Soufrière del país. El BAP reconoce específicamente que la capacidad de carga para uso humano y descarga de contaminación del agua de áreas sensibles de arrecifes fue excedida en el año 1990. El plan también aborda la conservación de la industria pesquera histórica de la isla. En 1992, varias instituciones en conjunto con los pescadores nativos para producir un plan de manejo sostenible de los recursos pesqueros, encarnado en el Área de Manejo Marino de Soufrière.
El BAP de Santa Lucía cuenta con una participación significativa de la Universidad de las Indias Occidentales . Se presta especial atención detallada a tres especies de tortugas marinas amenazadas, a una variedad de aves vulnerables y a una serie de peces pelágicos y cetáceos. En términos de conservación del hábitat, el plan centra la atención en los manglares biológicamente productivos y señala que prácticamente todas las áreas de manglares ya estaban bajo protección nacional en 1984.

### Tanzania
El BAP nacional de Tanzania aborda cuestiones relacionadas con el uso sostenible del lago Manyara, un extenso lago de agua dulce, cuyo uso por parte de los seres humanos se aceleró en el período de 1950 a 1990. La designación de la Reserva de la Biosfera del Lago Manyara en el marco del Programa El Hombre y la Biosfera de la UNESCO en 1981 combina la conservación del lago y los bosques circundantes de alto valor con el uso sostenible del área de humedales y la agricultura simple. Este BAP ha unido a los principales usuarios del lago en el establecimiento de objetivos de gestión. La reserva de biosfera ha inducido la gestión sostenible de los humedales, incluido el control de las aguas subterráneas y la química de la fuente de agua escarpada.

### Reino Unido

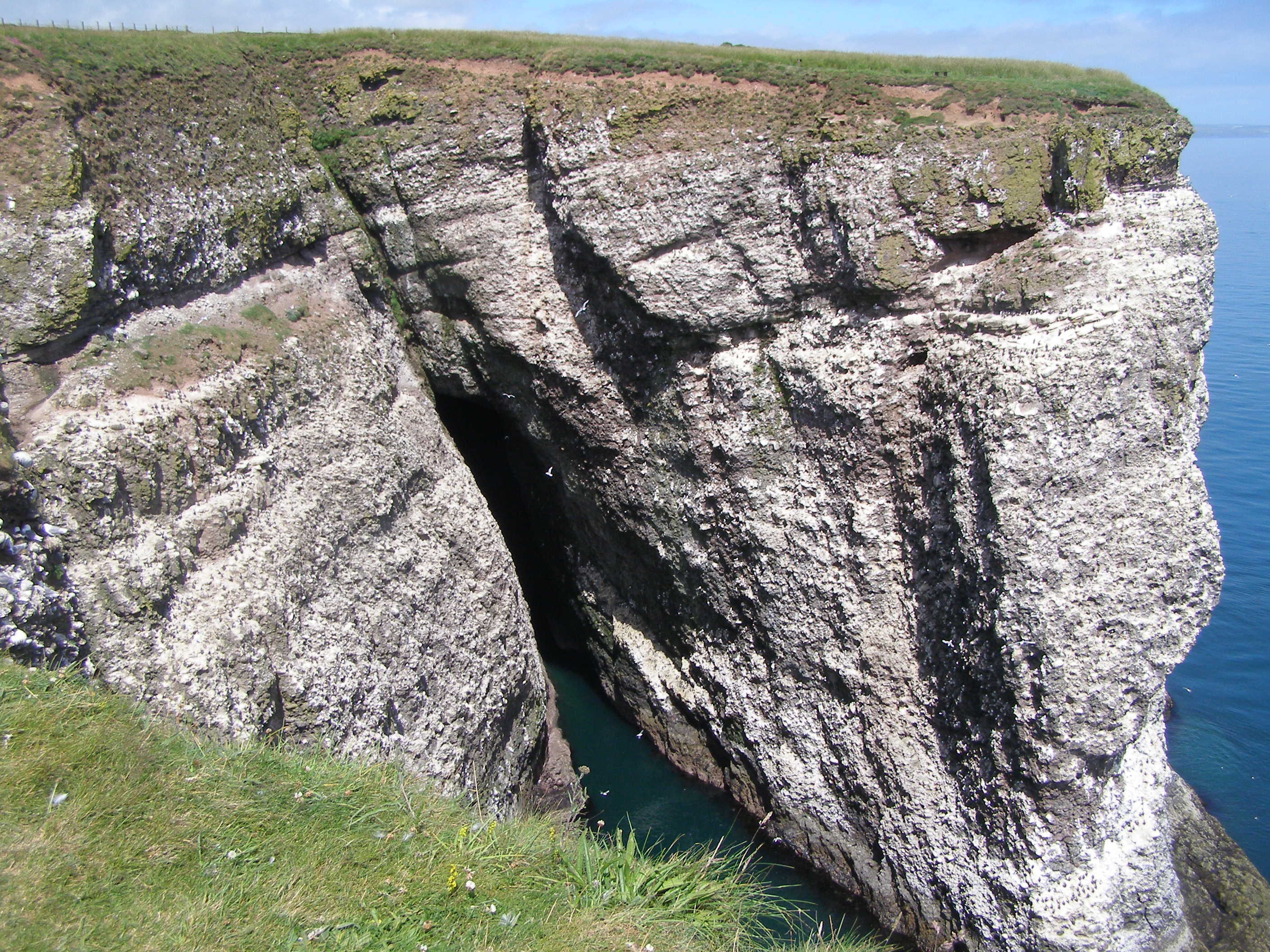
Acantilados de Fowlsheugh, Escocia, un hábitat de reproducción de aves marinas protegido

El Plan de Acción de Biodiversidad del Reino Unido cubre no solo las especies terrestres asociadas con tierras dentro del Reino Unido, sino también las especies marinas y las aves migratorias, que pasan un tiempo limitado en el Reino Unido o en sus aguas costeras. El plan del Reino Unido abarca "391 planes de acción de especies, 45 planes de acción de hábitat y 162 planes de acción de biodiversidad local con acciones específicas". Este plan es digno de mención por su extenso detalle, claridad de los mecanismos de peligro, especificidad de las acciones, programa de monitoreo de seguimiento y su inclusión de cetáceos migratorios y aves pelágicas.
El 28 de agosto de 2007, el nuevo Plan de Acción para la Biodiversidad (BAP) [lanzado en 1997] identificó 1.149 especies y 65 hábitats en el Reino Unido que necesitaban conservación y mayor protección. La lista actualizada incluía el erizo, el gorrión común, la culebra y la polilla tigre de jardín, mientras que las nutrias, los delfines mulares y las ardillas rojas seguían necesitando protección para su hábitat.
En mayo de 2011, la Comisión Europea adoptó una nueva estrategia para detener la pérdida de biodiversidad y servicios ecosistémicos en la UE para 2020, en línea con los compromisos asumidos en la décima reunión del Convenio sobre la Diversidad Biológica (CDB) celebrada en Nagoya, Japón, en 2010. En 2012, el BAP del Reino Unido fue reemplazado por el 'Marco de Biodiversidad Post-2010 del Reino Unido'.

#### Sitio web BAP
Para apoyar el trabajo del BAP del Reino Unido, el JNCC creó el sitio web del BAP del Reino Unido en 2001. El sitio web contenía información sobre el proceso BAP, alojaba todos los documentos relevantes y proporcionaba noticias y actualizaciones relevantes. En marzo de 2011, como parte de la revisión de los sitios web del gobierno del Reino Unido, el sitio BAP del Reino Unido se 'cerró' y el contenido principal se migró al sitio web del JNCC. El contenido del sitio web original del BAP ha sido archivado por los Archivos Nacionales como instantáneas de varias fechas (por ejemplo, UK BAP: copia de marzo de 2011; copia de 2012 ).

### Estados Unidos
Veintiséis años antes de la convención internacional sobre diversidad biológica, los Estados Unidos habían puesto en marcha un programa nacional para proteger especies amenazadas en la forma de la Ley de Especies en Peligro de 1966. La legislación creó una autoridad amplia para analizar y enumerar las especies de interés y ordenó que se crearan Planes de Recuperación de Especies. Por lo tanto, aunque EE. UU. es un firmante no ratificado del acuerdo, podría decirse que tiene el historial más largo y el programa más completo de protección de especies de cualquier país. Hay alrededor de 7000 especies en la lista (por ejemplo, en peligro o amenazadas), de las cuales aproximadamente la mitad tiene planes de recuperación aprobados. Si bien este número de especies parece alto en comparación con otros países, el valor es bastante indicativo del número total de especies caracterizadas, que es extremadamente grande.

### Uzbekistán
Se han identificado cinco divisiones principales de hábitat en el  BAP de Uzbekistán: humedales (incluidos hábitats de cañaverales y marismas artificiales); ecosistemas desérticos (incluidos arenosos, pedregosos y arcillosos); estepas ecosistemas ribereños; y ecosistemas montañosos. Se han inventariado más de 27.000 especies en el país, con una alta tasa de endemismo para peces y reptiles. Las principales amenazas a la biodiversidad están relacionadas con las actividades humanas asociadas con la superpoblación y generalmente relacionadas con la intensificación agrícola. Las principales regiones geográficas abarcadas por el BAP incluyen el Programa del Mar de Aral (amenazado por el drenaje y la salinización a largo plazo, principalmente para la producción de algodón), la Reserva de la Biosfera de Nuratau y el Programa de las Montañas de Tien Shan Occidental (en conjunto con Kazajistán y Kirguistán).

## Crítica
Algunos países en desarrollo critican el énfasis de los PAB, porque estos planes favorecen intrínsecamente la consideración de la protección de la vida silvestre por encima de la producción alimentaria e industrial y, en algunos casos, pueden representar un obstáculo para el crecimiento de la población. Los planes son costosos de producir, hecho que dificulta el cumplimiento de muchos países más pequeños y más pobres. En cuanto a los planes mismos, muchos países han adoptado planes proforma que incluyen poca investigación y menos aún en la forma de manejo de recursos naturales. Casi universalmente, esto ha dado lugar a planes que enfatizan las plantas y los animales vertebrados, y que pasan por alto los hongos animales invertebrados y los microorganismos. Con respecto a regiones específicas del mundo, hay una notable falta de participación sustantiva de la mayoría de los países del Medio Oriente y gran parte de África, el último de los cuales puede verse obstaculizado por consideraciones económicas de la preparación del plan. Algunos gobiernos, como la Unión Europea, han desviado el propósito de un plan de acción sobre biodiversidad y han implementado el acuerdo de la convención mediante un conjunto de políticas de desarrollo económico que hacen referencia a la protección de ciertos ecosistemas.

## Planificación de la biodiversidad: una nueva forma de pensar
La definición de biodiversidad bajo el Convenio sobre la Diversidad Biológica ahora reconoce que la biodiversidad es una combinación de la estructura y función del ecosistema, tanto como sus componentes, por ejemplo, especies, hábitats y recursos genéticos. El artículo 2 establece:
Al abordar la complejidad ilimitada de la diversidad biológica, se ha vuelto convencional pensar en términos jerárquicos, desde el material genético dentro de las células individuales, acumulándose a través de organismos individuales, poblaciones, especies y comunidades de especies, hasta la biosfera en general... Al mismo tiempo, para tratar de hacer que la intervención de manejo sea lo más eficiente posible, es esencial adoptar una visión holística de la biodiversidad y abordar las interacciones que las especies tienen entre sí y con su entorno no vivo, es decir, trabajar desde una perspectiva ecológica. 
La Cumbre Mundial sobre el Desarrollo Sostenible respaldó los objetivos del Convenio sobre la Diversidad Biológica de “lograr para 2010 una reducción significativa de la tasa actual de pérdida de diversidad biológica a nivel mundial, regional y nacional como contribución al alivio de la pobreza y al beneficio de la vida en la tierra". Para lograr este resultado, la gestión de la biodiversidad dependerá del mantenimiento de la estructura y función.
La biodiversidad no se puede definir de forma singular, pero puede entenderse a través de una serie de principios de gestión en virtud de los BAP, tales como:
1. Que la biodiversidad se conserva en todos los niveles y escalas: la estructura, función y composición se conservan a escala de sitio, regional, estatal y nacional.
2. Que los ejemplos de todas las comunidades ecológicas se gestionen adecuadamente para la conservación.
3. Las comunidades ecológicas se gestionan para apoyar y mejorar las poblaciones viables de animales, hongos, microorganismos y plantas y funciones ecológicas.

La biodiversidad y la vida silvestre no son lo mismo. El enfoque tradicional en las especies amenazadas en los BAP está en desacuerdo con los principios de gestión de la biodiversidad porque, cuando las especies se vuelven amenazadas, los procesos que mantienen la biodiversidad ya están comprometidos. Las especies individuales también se consideran indicadores generalmente deficientes de la biodiversidad cuando se trata de una planificación real. Un enfoque de especies para los BAP solo sirve para identificar y, en el mejor de los casos, aplicar un parche a los problemas existentes. Cada vez más, los planificadores de la biodiversidad miran a través de la lente de los servicios de los ecosistemas. Los críticos de la biodiversidad a menudo confunden la necesidad de proteger las especies (su valor intrínseco) con la necesidad de mantener los procesos de los ecosistemas, que en última instancia mantienen la sociedad humana y no comprometen el desarrollo económico. Por lo tanto, un principio fundamental de la gestión de la biodiversidad, que los PAB tradicionales pasan por alto, es la necesidad de incorporar valores culturales, sociales y económicos en el proceso.
Los BAP de hoy en día utilizan un análisis de los servicios de los ecosistemas, los impulsores clave del proceso ecológico y utilizan las especies como uno de los muchos indicadores de cambio. Buscarían mantener la estructura y la función abordando la conectividad y la resiliencia del hábitat y pueden considerar las comunidades de especies (amenazadas o no) como un método para monitorear los resultados. En última instancia, las especies son la prueba de fuego para la biodiversidad: solo se puede esperar que existan poblaciones viables de especies en hábitats relativamente intactos. Sin embargo, el fundamento de los PAB es "conservar y restaurar" la biodiversidad. Una de las áreas de gestión de más rápido desarrollo son las compensaciones por biodiversidad Archivado el 3 de septiembre de 2009 en Wayback Machine.. Los principios están en consonancia con la evaluación del impacto ecológico, que a su vez depende de BAP de buena calidad para la evaluación. Los principios contemporáneos de gestión de la biodiversidad, como los producidos por el Programa de compensaciones de biodiversidad empresarial son ahora parte integral de cualquier plan para gestionar la biodiversidad, incluido el desarrollo de BAP.